# Katelijne Lyssens
Katelijne Lyssens (3 februari 1995) is een Belgische atlete, die gespecialiseerd is in het discuswerpen. Zij veroverde tot op heden twee Belgische titels.

## Biografie
Lyssens behaalde in 2011 een vierde plaats bij het discuswerpen op de EYOF te Trabzon. Na enkele moeilijke jaren begon ze in 2015 terug serieus te trainen.  In 2016 behaalde ze haar eerste medaille op een Belgisch kampioenschap discuswerpen. Het volgende jaar haalde ze twee zilveren medailles op de Belgische kampioenschappen kogelstoten. Ze werd in 2018 voor het eerst Belgisch kampioene in het discuswerpen.
Clubs
Lyssens is aangesloten bij Regio Oost-Brabant Atletiek (ROBA).

## Belgische kampioenschappen
| Onderdeel    | Jaar       |
| ------------ | ---------- |
| discuswerpen | 2018, 2020 |

## Persoonlijke records
Outdoor
| Onderdeel    | Prestatie | Datum            | Plaats  |
| ------------ | --------- | ---------------- | ------- |
| discuswerpen | 52,81 m   | 12 augustus 2017 | Mol     |
| kogelstoten  | 13,63 m   | 2 juli 2017      | Brussel |

Indoor
| Onderdeel   | Prestatie | Datum            | Plaats |
| ----------- | --------- | ---------------- | ------ |
| kogelstoten | 13,84 m   | 18 februari 2017 | Gent   |

## Palmares

### kogelstoten
- 2017:  BK indoor AC – 13,84 m
- 2017:  BK AC – 13,63 m

### discuswerpen
- 2011: 4e EYOF te Trabzon – 42,43 m
- 2016:  BK AC – 49,05 m
- 2018:  BK AC – 49,86 m
- 2019:  BK AC – 46,36 m
- 2020:  BK AC – 51,48 m
- 2021:  BK AC – 49,71 m
- 2022:  BK AC – 50,61 m